# قطعنامه ۱۵۰۱ شورای امنیت
قطعنامه ۱۵۰۱ شورای امنیت سازمان ملل متحد که در تاریخ ۲۶ اوت ۲۰۰۳ تصویب شد، سندی بین‌المللی دربارهٔ اوضاع در مورد جمهوری دموکراتیک کنگو است. این قطعنامه طی نشست ۴۸۱۳ام با ۱۵ رای موافق، ۰ مخالف و ۰ ممتنع تصویب شد.